# Leisel Jones
Leisel Jones (Katherine, 30 agosto 1985) è un'ex nuotatrice australiana.
Specializzata nella rana ha vinto una medaglia d'oro nella staffetta 4x100 m misti ai Giochi olimpici di Atene 2004, in aggiunta ad altre tre medaglie d'argento e una di bronzo. È soprannominata "Lethal".

## Palmarès
- Olimpiadi

Sydney 2000: argento nei 100m rana e nella 4x100m misti.
Atene 2004: oro nella 4x100m misti, argento nei 200m rana e bronzo nei 100m rana.
Pechino 2008: oro nei 100m rana e nella 4x100m misti e argento nei 200m rana.
Londra 2012: argento nella 4x100m misti.
- Mondiali

Fukuoka 2001: oro nella 4x100m misti e argento nei 100m rana.
Barcellona 2003: argento nei 200m rana, bronzo nei 100m rana e nella 4x100m misti.
Montreal 2005: oro nei 100m rana, nei 200m rana e nella 4x100m misti.
Melbourne 2007: oro nei 100m rana, nei 200m rana e nella 4x100m misti e argento nei 50m rana.
Shanghai 2011: argento nei 100m rana e bronzo nella 4x100m misti.
- Mondiali in vasca corta:

Dubai 2010: argento nei 100m rana e bronzo nella 4x100m misti.
- Giochi PanPacifici

Yokohama 2002: oro nella 4x100m misti e argento nei 200m rana.
Irvine 2010: argento nei 100m rana, nei 200m rana e nella 4x100m misti e bronzo nei 50m rana.
- Giochi del Commonwealth

Manchester 2002: oro nei 100m rana, nei 200m rana e nella 4x100m misti.
Melbourne 2006: oro nei 50m rana, nei 100m rana, nei 200m rana e nella 4x100m misti.
Delhi 2010: oro nei 100m rana, nei 200m rana e nella 4x100m misti e argento nei 50m rana.

## Riconoscimenti
- World Swimmer of the Year: 2005, 2006
- Pacific Rim Swimmer of the Year: 2003, 2005, 2006